# Achajmenides
Achajmenides (gr. Άχαιμενίδης) – postać w mitologii greckiej. Został porzucony przez Odyseusza podczas jego wędrówek w ziemi cyklopów, gdy heros pośpiesznie odpływał, uciekając przez skałami ciskanyi weń przez Polifema. Achajmenides schował się, aż później znalazł go Eneasz.